# Arnold Müll
Arnold Müll (* November 1906 in Zeiden, Österreich-Ungarn; † 16. August 1989 in Frankfurt am Main, Hessen) war ein deutscher Fotograf und Künstler. Er fotografierte und zeichnete vor allem Dampflokomotiven.

## Leben
Müll kam in Siebenbürgen als einer von zwei Söhnen deutscher Eltern zur Welt. Nach dem Besuch der Volksschule ging er in der Schlosserei seines Vaters in die Lehre. Bereits als Schüler faszinierten ihn Dampflokomotiven. Bald hielt er diese in ersten Skizzen fest. 1924 ging Müll nach Deutschland, um dort zu studieren. Seine Bewerbung bei J.A. Maffei führte nicht zum Erfolg. Er erhielt dann eine Stelle im Stahl-Hoch- und Brückenbau in Leipzig und besuchte parallel Vorlesungen an der Staatlichen Akademie für graphische Künste und Buchgewerbe. Im Anschluss zog Müll nach Lauchhammer, wo er im Brückenbau tätig war. 1936 folgte ein erneuter Umzug nach Frankfurt am Main. Dort war er für den Großanlagenbauer Lurgi tätig. Daneben studierte er ein Semester an der Städelschule. Von 1943 bis zum Ende des Zweiten Weltkriegs diente Müll in der Wehrmacht, vorwiegend in Rumänien. Auf dem Rückzug wurde er in der Tschechoslowakei verwundet. Nach Kriegsende wirkte er weiter bei Lurgi, zuletzt als Oberingenieur, und blieb dort bis zu seiner Pensionierung.
Müll widmete sich viele Jahre der fotografischen Dokumentation von Dampflokomotiven, nicht nur in Deutschland, sondern auch in seiner alten Heimat. Viele nicht mehr fotografisch festzuhaltende Eindrücke alter Dampflokomotiven verarbeitete er künstlerisch in Zeichenfeder- und Strichtechnik sowie Farbstift-Schichtmalerei.
Müll steuerte für mehrere Bücher über Dampflokomotiven die Fotos und Zeichnungen bei. Sein umfangreicher Nachlass mit Fotos, Zeichnungen und Dias befindet sich zum Teil in Luzern, zum Teil bei seinem Neffen Dietmar Mieskes in Landshut, der das Material auf einer Website verfügbar macht.

## Veröffentlichungen (Auswahl)
- Die letzten Dampfloks im Frankfurter Raum. (mit Richard Heinersdorff, Fotos von Arnold Müll) Hoffmann und Campe, Hamburg, 1981, 176 Seiten, ISBN 978-3-455-08775-8.
- Die schönen sechziger Jahre. Nostalgie in Dampf. Stuttgart, Franckh-Kosmos, 1987, 143 Seiten, ISBN 978-3-440-05786-5.
- Weite Welt des Schienenstrangs: von grossen Bahnen, kühnen Bauten, schnellen Zügen und Lokomotiven in aller Welt. (von Karl-Ernst Maedel, Mitarb. von W. Biedenkopf u. a. Textzeichn. von Arnold Müll.) Franck’sche Verlagshandlung, Stuttgart, 1965.